# Mizong
Mizong (chinesisch 密宗, Pinyin Mìzōng, W.-G. Mi-tsung) ist eine umfassende Bezeichnung für alle Schulen des in China verbreiteten esoterischen oder tantrischen Buddhismus (Vajrayana). Die esoterischen Lehren selbst werden zusammenfassend als Mijiao (chinesisch 密教, Pinyin Mìjiào, W.-G. Mi-chiao) bezeichnet.
Der esoterische Buddhismus wurde während der Tang-Dynastie durch Śubhākarasiṃha (637–735), Vajrabodhi (671–741) und Amoghavajra (705–774) von Indien nach China importiert.
Seine Blütezeit erlebte er im 9. Jahrhundert und später im 13./14. Jahrhundert. Er beeinflusste die Lehren der Huayan und der Tiantai zong (vgl. Tendai-shū) und gelangte im 9. Jahrhundert nach Japan, wo er unter dem Namen mikkyō (密教) in Form der Shingon-shū (Pendant der chinesischen Zhenyan zong) bekannt wurde.